# Laser Ninja
Laser Ninja est le 5e tome de la série de bande dessinée Lou !, écrite et dessinée par Julien Neel. Il sort en format album le 25 novembre 2009 après une prépublication partielle dans le magazine Tchô !.

## Synopsis
L'immeuble de Lou prend feu et, au même moment Lou apprend que sa mère est enceinte. Le soir même, elle apprend que le livre que sa mère a écrit se vend très bien. Le lendemain, Lou est informée que sa mère a acheté une maison. Puis elle part en vacances de ski avec Tristan (un très très bon ami) et ils s'embrassent. Au ski, elle apprend que Richard et sa mère ne sont plus ensemble. À son retour son petit frère naît.

## Personnages

### Dans le présent du récit
- Lou, dans sa quatorzième année,
- Tristan, avec qui elle échange un premier baiser,
- Maman, enceinte et autrice à succès,
- Richard, qui s'enfuit dans une grotte à l'annonce de sa paternité à venir,
- Mamie, qui rend visite à sa famille lorsqu'elle apprend à la télévision que leur immeuble a brûlé,
- les copines de Lou (Mina, Karine, Marie-Émilie et ses parents), qui lui apportent des affaires après l'incendie,
- Paul, meilleur ami de Lou, qui lui avait offert un collier vert, seul objet qu'elle sauve de l'incendie,
- Fulgor, le petit frère de Lou, qui naît à la fin de l'album.

### Dans le journal intime de la mère
- La mère de Lou, qui habitait alors à Mortebouse et s'enfuit en ville avec un guitariste dont elle tombe amoureuse et qui deviendra le père de Lou,
- Le père de Lou, guitariste, qui se met en couple avec la mère de Lou avant de l'abandonner à l'annonce de sa grossesse,
- Les grands-parents maternels de Lou, particulièrement sévères avec celle-ci,
- Logan, le premier amour de la mère de Lou,
- Lou, qui naît puis arrive dans un nouvel appartement à la fin de l'album.

## Analyse

### Narration
Ce tome s'ouvre sur l'incendie de l'appartement où vivent Lou et sa mère, laquelle annonce qu'elle attend un enfant. Il marque un tournant dans la série en créant un « petit cataclysme psychologique », un renouveau : nouvel appartement, nouvel équilibre familial. La narration est construite en parallèle de la vie de Julien Neel : celui-ci a un fils au moment où Lou a un frère ; il dessine pour Lou le nouvel appartement où il emménage après avoir brûlé celui correspondant à celui où il vivait en banlieue lorsqu'il était enfant. 
Ces bouleversements font écho à ceux vécus par la mère de Lou dans sa jeunesse, que l'ont voit à travers la lecture de son journal intime, sous forme de flashbacks. Comme le tome précédent, celui-ci est structuré avec une alternance de pages centrées sur la mère, et de pages centrées sur Lou. La première page (dans le présent du récit) et la dernière page (dans le journal intime) se répondent, montrant toutes les deux le même immeuble, au tout début de l'album au moment où Lou et sa mère le quittent, et à la toute fin de l'album au moment où elles y emménagent. Ce journal intime participe à la construction identitaire de Lou en lui donnant un éclairage sur son héritage familial. Il introduit des thèmes plus adultes, avec la première représentation de la sexualité dans la série. Il amène des questionnements sur les difficultés relationnelles et amoureuses, et leurs problématiques genrées, avec la répétition d'un schéma : la mère se fait à nouveau quitter après l'annonce de sa grossesse par un père qui craint d'assumer ses responsabilités. À nouveau, ce schéma est inspiré de la vie personnelle de Julien Neel, qui a grandi dans une famille monoparentale.
Cette nouvelle maturité se retrouve dans la vie de Lou, qui continue de grandir au même rythme que ses lecteurs et lectrices, et dans le ton de l'album, qui poursuit l'exploration des doutes et errances de l'adolescence de manière sensible et tendre. Celui-ci est plus posé, plus dramatique, moins déjanté. Lou fait encore de premières expériences, et échange son premier baiser avec son amour d'enfance Tristan.

### Graphisme
Pour dessiner Laser Ninja, Julien Neel abandonne le dessin traditionnel utilisé au tome précédent, et retourne  vers un dessin sur ordinateur avec une tablette graphique et le logiciel Clip Studio Paint. Celui-ci propose une fonctionnalité de correction du trait qui donne un esthétique plus lisse au dessin de ce tome. Cette évolution fait paraître le trait plus fin.

## Publications
- Julien Neel, Lou !, t. 5 : Laser ninja, Glénat, coll. « Tchô ! », 25 novembre 2009 (réimpr. 209, 2010, 2011, 2012, 2013, 2014, 2016, 2017, 2019, 2022), 48 p., 215 × 293 mm (ISBN 978-2-7234-6788-9, lire en ligne )

L'album dispose de 15 éditions par Glénat. Il fait également partie d'un coffret qui regroupe les tomes 5 et 6 paru en 2013, ainsi que de l'intégrale de la saison 1 parue en 2022.
Il a été traduit en 9 langues, notamment en anglais, en allemand, en danois, en néerlandais, en polonais et en suédois, sous le même titre (tel quel ou traduit).

## Réception
Laser ninja est bien reçu par la presse comme le public. L'album a été remarqué au festival d'Angoulême où il reçoit le Prix jeunesse en 2010.
Sur le site BD Gest', il obtient une note de 4/5 sur la base de 72 votes, sur Babelio une note de 4,26/5 pour 1369 votes, et sur Goodreads une note de 4,38 pour 2967 votes.
Les critiques sont globalement positives. La Croix dit du personnage de Lou qu'elle est une fille « délicate et attachante, qui porte sur son univers un regard sensible et jamais cynique », et mentionne que le personnage convient à tous les publics et sert de référence commune à l'instar d'un album de Tintin ou Astérix. Pour le chroniqueur de BD Gest', la série dans son ensemble « n'a plus besoin de faire ses preuves » et ce tome lui donne une nouvelle ampleur avec le passage vers l'âge adulte de Lou. Actua BD considère l'album comme « une pépite » tout en relevant « quelques baisses de tempo ». 
Le Matin souligne également le succès commercial de la série, dont 750 000 exemplaires se sont vendus à la parution de ce tome 5.

## Prix
- 2010 : Prix jeunesse des Fauves du festival d'Angoulême[10],[14].

#### Chroniques
- Marie Auffret-Pericone, « Au coeur de « Lou ! » », La Croix, no 38561,‎ 13 janvier 2010, p. 15
- Camille Destraz, « «Lou, c'est mon journal intime» », Le Matin,‎ 22 novembre 2009, p. 67
- E. Flandin, « Lou ! 5. Laser Ninja », sur BD Gest', 28 janvier 2010
- Charles-Louis Detournay, « Lou !, T5 : Laser ninja - Par Julien Neel - Glénat », sur ActuaBD, 4 janvier 2010